# Мајнхард
Мајнхард (њем. Meinhard) општина је у њемачкој савезној држави Хесен. Једно је од 16 општинских средишта округа Вера-Мајснер. Према процјени из 2010. у општини је живјело 5.020 становника. Посједује регионалну шифру (AGS) 6636007.

## Географски и демографски подаци
Мајнхард се налази у савезној држави Хесен у округу Вера-Мајснер. Општина се налази на надморској висини од 159 метара. Површина општине износи 39,7 km². У самом мјесту је, према процјени из 2010. године, живјело 5.020 становника. Просјечна густина становништва износи 126 становника/km².

## Међународна сарадња
| Мјесто | Држава    | Врста сарадње | Од    |
| ------ | --------- | ------------- | ----- |
|        | Француска | партнерство   | 2005. |
|        | Француска | контакт       | 1990. |
| Извор  |           |               |       |